# Nieczajna Dolna
Nieczajna Dolna – wieś w Polsce, położona w województwie małopolskim, w powiecie dąbrowskim, w gminie Dąbrowa Tarnowska.
| SIMC    | Nazwa    | Rodzaj    |
| ------- | -------- | --------- |
| 0817630 | Płoniki  | część wsi |
| 0817646 | Zadworze | część wsi |

W latach 1975–1998 miejscowość administracyjnie należała do województwa tarnowskiego.
Powierzchnia wsi wynosi 5,05 km², a gęstość zaludnienia 125,5 os./ km² (2004). Na obszarze wsi dominują grunty orne, stanowiąc niemal 80% jej powierzchni.